# احمدآباد (مقاطعة فسا)
احمدآباد (بالفارسية: احمدآباد) هي قرية تقع في قسم ميانده الريفي (مقاطعة فسا) في إيران. يقدر عدد سكانها بـ 120 نسمة .